# Козятин II
Козятин II (Козятин-Другий) — лінійна вантажно-пасажирська станція Південно-Західної залізниці (Україна). 
Знаходиться між станціями Козятин I (відстань 8 км) та Бердичів (відстань 20 км).
Відкрита 1950 року.
Розташована у селищі Залізничне Вінницької області.
На станції зупиняються приміські поїзди.